# James Trifunov
James Trifunov (Jarkovac, 18 de julio de 1903-Winnipeg, Canadá, 27 de junio de 1993) fue un deportista canadiense especialista en lucha libre olímpica donde llegó a ser medallista de bronce olímpico en Ámsterdam 1928.

## Carrera deportiva
En los Juegos Olímpicos de 1928 celebrados en Ámsterdam ganó la medalla de bronce en lucha libre olímpica estilo peso gallo, siendo superado por el finlandés Kaarlo Mäkinen y por el belga Edmond Spapen (plata).